# José Luis González Coronado
José Luis González Coronado (Cuéllar, 1947) es un escritor y novelista español.

## Biografía
Se afilió a la Confederación Nacional del Trabajo en los años 1970 y participó activamente durante más de 15 años en las luchas sindicales, perteneciendo al de transportes de Madrid. Durante un tiempo fue responsable del periódico CNT, fundó y dirigió la revista Adarga, referente mundial en publicaciones libertarias. Además, formó parte junto a Ángel Espinosa de la Confederación Nacional del Trabajo - Federación Anarquista Ibérica para la negociación y recuperación de los archivos históricos de ambas organizaciones, depositados en Ámsterdam.
En el año 1987 ganó el premio Ángel Guerra de novela por El tagarote. En la actualidad, además de escribir, es director de la revista Capaces, una de las más importantes del Estado en temas relacionados con la discapacidad, y está inmerso en proyectos para la integración social. Estuvo afiliado al PSOE y formó parte testimonial de una lista del partido en El Molar. Posteriormente se dio de baja del partido por «sus discrepancias respecto a la interpetación de las políticas de izquierda». Participa esporádicamente en movimientos reivindicativos en torno al 15-M y Democracia Real Ya.

## Novelas publicadas
- Las Glebas (1979).
- El envés de la utopía (1979 y 1984).
- El tagarote (2003).
- Los frágiles días (2010).
- El rastro de la culebra (2011).
- Canción de esquina (2013).
- Los que no cuentan (2015).